# William Liller
| 2449 Kenos | 8 aprile 1978   |
| 3040 Kozai | 23 gennaio 1979 |

William Liller (Filadelfia, 1º aprile 1927 – Viña del Mar, 28 febbraio 2021) è stato un astronomo statunitense.
È stato professore di astronomia all'Università del Michigan e all'Università di Harvard e studioso di archeoastronomia. Ha scritto alcuni libri tra i quali sono da citare Space Astrophysics (1961) e The Cambridge Guide to astronomical discovery (1992). Liller fu membro dell'IAU, della American Astronomical Society (AAS), della American Academy of Arts and Sciences e dell'AAVSO.

## Biografia
Nel 1949 ha preso il Bachelor of Arts presso l'Università di Harvard. Nel 1950 ha preso il Master of Arts presso l'Università del Michigan. Nel 1953 ha conseguito il dottorato di ricerca in astronomia presso l'Università del Michigan.
Nel 1952 è stato assistente presso l'Osservatorio McMath-Hulbert della l'Università del Michigan, dal 1953 ha lavorato con diversi incarichi presso la stessa università diventandovi poi dal 1970 professore di Astronomia.
Liller è stato sposato con Martha Locke Hazen, dalla quale ha divorziato nel 1982; dal matrimonio sono nati due figli. Dopo il raggiungimento della pensione, ha deciso di trasferirsi in Cile dove ha ripreso l'attività di astronomo amatoriale.

## Scoperte
Nel 1977 ha scoperto l'ammasso globulare Liller 1.
Il Minor Planet Center gli accredita la scoperta di due asteroidi, effettuate tra il 1978 e il 1979.
L'11 gennaio 1988 ha scoperto la cometa non periodica C/1988 A1 Liller.
Tra le sue scoperte sono da annoverare ben 40 novae, effettuate tra il gennaio 1983 ed il novembre 2008, comprese le seconde esplosioni delle novae ricorrenti V745 Sco e IM Norma (quest'ultima situata nella costellazione del Regolo). Cinque di tali novae sono state coscoperte assieme ad altri osservatori.

## Riconoscimenti
Gli è stato dedicato l'asteroide 3222 Liller . È stato insignito nel 1964 del premio Guggenheim Fellowship per l'astronomia.. Un altro asteroide su sua richiesta è stato chiamato 3086 Kalbaugh in onore di sua madre, Carroll Kalbaugh Liller. Nel 2000 ha ricevuto il Golden Moai Awards.